# HLA-DQB1
HLA-DQB1 (англ. Major histocompatibility complex, class II, DQ beta 1) – білок, який кодується однойменним геном, розташованим у людей на короткому плечі 6-ї хромосоми. Довжина поліпептидного ланцюга білка становить 261 амінокислот, а молекулярна маса — 29 991.
| 10         |  | 20         |  | 30         |  | 40         |  | 50         |
| ---------- |  | ---------- |  | ---------- |  | ---------- |  | ---------- |
| MSWKKALRIP |  | GGLRAATVTL |  | MLAMLSTPVA |  | EGRDSPEDFV |  | YQFKAMCYFT |
| NGTERVRYVT |  | RYIYNREEYA |  | RFDSDVEVYR |  | AVTPLGPPDA |  | EYWNSQKEVL |
| ERTRAELDTV |  | CRHNYQLELR |  | TTLQRRVEPT |  | VTISPSRTEA |  | LNHHNLLVCS |
| VTDFYPAQIK |  | VRWFRNDQEE |  | TTGVVSTPLI |  | RNGDWTFQIL |  | VMLEMTPQHG |
| DVYTCHVEHP |  | SLQNPITVEW |  | RAQSESAQSK |  | MLSGIGGFVL |  | GLIFLGLGLI |
| IHHRSQKGLL |  | H          |  |            |  |            |  |            |

A: Аланін

C: Цистеїн

D: Аспарагінова кислота

E: Глутамінова кислота

F: Фенілаланін

G: Гліцин

H: Гістидин

I: Ізолейцин

K: Лізин

L: Лейцин

M: Метіонін

N: Аспарагін

P: Пролін

Q: Глутамін

R: Аргінін

S: Серин

T: Треонін

V: Валін

W: Триптофан

Задіяний у такому біологічному процесі, як імунітет. 
Локалізований у клітинній мембрані, мембрані, ендоплазматичному ретикулумі, лізосомі, апараті гольджі, ендосомах.